# Antimaçonaria

Símbolo da antimaçonaria.

Antimaçonaria é um movimento coordenado, mas autônomo, nascido principalmente nos EUA em meados do século XX e formado quase majoritariamente por fundamentalistas religiosos ou ex-maçons, os quais enveredam para a crítica à Maçonaria por diversos motivos alegados. Há também ação antimaçônica organizado por específicos movimentos políticos, cujo maior afloramento ocorreu na Europa para defesa de sua manutenção contra a Maçonaria, vista como opositora natural destes. À parte destes âmbitos religiosos e políticos há também o que se poderia denominar de “antimaçonaria popular” que seria composta pelas opiniões convergentes de indivíduos influenciados por estes e que reproduzem o discurso antimaçônico no âmbito local de suas relações interpessoais.
Esta coordenação da Antimaçonaria não deve ser interpretada como se existisse um órgão central que oriente a ação antimaçônica mundial, centralizando as formas de ação, mas antes se dá pelo fato de seguirem uma metodologia semelhante e tomarem decisões similares, seja no âmbito religioso seja no político, de modo que mesmo separados ideologicamente é possível traçar pontos de contato entre eles que forneçam uma identidade cognoscível ao pesquisador.
Verdade que já existiram movimentos religiosos e políticos antimaçônicos anteriores ao século XX ou mesmo no seu início (há relatos que em 1738 a Igreja Católica já se opôs à Maçonaria por considerá-la anticristã por meio da Bula In Eminenti), mas quase sem exceção todos faziam parte de movimentos políticos totalitaristas que pretendiam garantir-se no poder, tais como o Salazarismo, o Fascismo, o Nazismo, o Socialismo e o Comunismo (este determinou a eliminação da maçonaria no 4º Congresso da III Internacional, em novembro de 1922). Todos proscreveram a Maçonaria de suas terras para que os homens não tivessem um organismo neutro no qual se apoiar contra alguma forma de Ditadura
Algumas expressões políticas norte-americanas, notadamente a fundação do Partido Antimaçônico no séc. XIX, apesar de não transparecerem influência religiosa mas meramente política, principalmente depois da repercussão do Caso Morgan em 1826, podem ter sido deflagradas como consequência dos movimentos religiosos já vistos até então.
Acusada de ser atualmente formada por fundamentalistas religiosos a Antimaçonaria preza pela reputação de seus representantes e exporta para o Brasil esta ideologia, o que pode sugerir que a Maçonaria seja uma coisa só em todos os lugares onde esteja e que esta “coisa” é “anticristã” ou politicamente revolucionária.

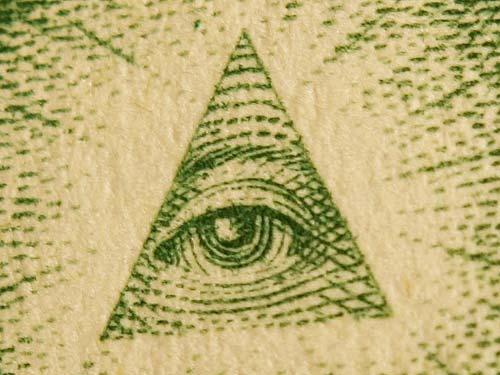
Detalhe da nota de um dólar americano.

De fato a Maçonaria tem três correntes principais: a Regular, a Irregular e a Paralela/marginal/espúria e sem que haja uma análise crítica sobre a identidade do tipo de Maçonaria com a qual os antimaçons tiveram contato, a tendência é a anular a diferença entre elas e atacar a todo movimento maçônico indistintamente pois afirmam que esta diferença nada mais seria que um meio de enganar aos menos atenciosos e simular uma rivalidade “intramaçônica” para que aquela vertente que parecesse mais afeita ao contexto social se inserisse neste meio e instilasse suas estratégias religiosamente sincréticas ou politicamente subversivas.

A Maçonaria Irregular pode-se dizer que se compõe de todos os maçons, Lojas e Potências que não sejam reconhecidos pela Grande Loja Unida da Inglaterra. Abarcam também as chamadas "maçonarias mistas" e "femininas" e pessoas ateias, além de contar com elementos de misticismo totalmente incompatíveis com as origens da Maçonaria Regular.
Alguns defendem que o filão descrito como "maçonaria paralela" não deveria utilizar o título "Maçonaria", pois possuem supostamente elementos contraditórios à Maçonaria regular, como, por exemplo, a aceitação em seu meio de místicos pagãos, tal qual bruxos, satanistas, luciferianos e outras correntes similares. A grande maioria dos bruxos do século XIX fizeram parte dela, tais como Eliphas Lévi, alguns teósofos, Annie Besant, Aleister Crowley (o mais famoso deles), Reuss e Anton LaVey, entre outros mais.
Os defensores da Maçonaria afirmam que os antimaçons usam aquilo que leem dos escritos dos "maçons paralelos" (que segundo aqueles, em sua maioria, seriam anticristãos e satanistas) para fundamentar as bases da Antimaçonaria, o que a tornaria inapta para validar toda a Maçonaria, ao que a Antimaçonaria afirma que a diferença entre elas é meramente aparente e uma forma de dissimulação, de modo que mesmo que a análise seja feita apenas usando um autor notadamente esotérico ou anticristão, o argumento antimaçônico é válido para toda organização que siga a filosofia maçônica.
Os antimaçons principiam seus ataques à Maçonaria questionando a sua visão religiosa e sua atuação política, como segue esta e as demais acusações:

## Religião

### Deus

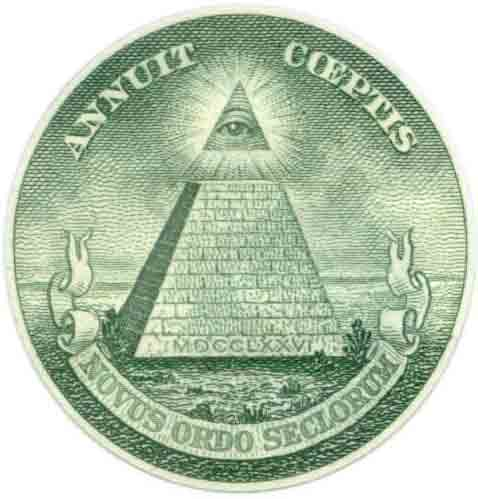
Detalhe de uma nota de dólar americano.

A Maçonaria afirma que a crença no Ser Supremo é encarada como uma realidade filosófica e não como um ponto doutrinal de religião, daí por que ela apregoar a necessidade de crer no Ser Supremo para ser iniciado e ainda continuar sendo não-confessional. Isto porque duas das principais e primordiais certezas do homem é que ele existe e que por isso deve existir um criador que o fez e tudo o mais que existe.
A Maçonaria faz especulações metafísicas sobre Deus, até enveredando pela Teodiceia, mas não faz o papel de uma religião dando a Deus um nome ou informações sobre liturgia ou culto. A atividade da Maçonaria com relação a Deus (ou Grande Arquiteto do Universo - G.A.D.U.) envolve estudos e não proselitismo, não sendo o G.A.D.U. um "deus maçônico", nem a união sincrética de todos os deuses pagãos antigos.
A Antimaçonaria discorda destas justificativas e afirma que a Maçonaria dissimula suas reais concepções sobre Deus e que isso é feito para que, paulatinamente, o maçom se desprenda de seus laços religiosos anteriores e siga apenas as concepções religiosas da Maçonaria.
Paulatinamente, à medida que o maçom progredisse nos graus dos diversos Ritos Maçônicos, algumas referências às verdadeiras concepções religiosas da Maçonaria seriam reveladas e fundamentadas sob uma aparente justificativa filosófica para que não confrontasse diretamente com as suas crenças pessoais, até que, chegado a um grau superior, fossem confrontadas as doutrinas religiosas anteriores com as “filosóficas” atuais, sugerindo que toda Religião seria uma forma alegórica de explicar aquilo que filosoficamente apenas a Maçonaria conseguiria captar em sua essência sobre a realidade do Ser Supremo. Devido a esta superior compreensão da Maçonaria ela jamais interferiria nas crenças dos maçons iniciantes porque eles precisariam trilhar o caminho da iluminação por si mesmos, ou nunca seriam verdadeiros maçons.
A Antimaçonaria também afirma que veladamente a Maçonaria substitua o Deus bíblico por Satanás/Diabo em sua verdadeira ideologia e que aos poucos, também na medida da progressão do maçom, isso lhe seria revelado de modo a parecer algo crível em contraste com suas antigas crenças religiosas. Também acusa a Maçonaria de mesclar qualquer divindade cultuada na antiguidade ao Deus bíblico para retirar o monoteísmo bíblico de sua posição exclusiva e tributando a escolha de cada um por uma religião confessional nada mais seja do que uma etapa inacabada de sua compreensão real do que seja a Divindade.

### Homem
A Maçonaria afirma que seus princípios apenas servem para que o homem seja socialmente melhorado, nada implicando aspectos religiosos, mas sim apenas o que se depreende pelo estudo da Moral e da Ética.
A Antimaçonaria contra-argumenta afirmando que a Maçonaria apenas diz que suas intenções são sociais, mas que na verdade ela ensina que o homem receba a própria salvação eterna pelo que ele faz ou deixa de fazer e que isso contraria o dogma cristão que afirma serem as boas obras ou um dever de todos ou algo que apenas exterioriza sua condição de cristão.
A Antimaçonaria também denuncia que algumas vertentes maçônicas afirmam que o homem já é um deus em si mesmo e que não precisa seguir qualquer religião para conseguir redenção de sua alma, uma vez que ele estaria numa condição transitória de aprendizado deificante ou de ajuda aos menos iluminados, mas que inegavelmente não existiria uma “punição eterna” por algo feito no curto espaço de tempo de uma vida.

### Religião
A Maçonaria afirma que não é uma religião porque seus estatutos sociais declaram isso expressamente, além de não possuir uma confissão de fé, nem uma teologia, nem uma doutrina da salvação ou dogmas sobre o estado eterno da alma após a morte.
A Antimaçonaria rebate tais afirmações porque entende que a Maçonaria não se registre como uma religião nos seus estatutos apenas para ter mais este argumento a usar contra seus opositores, mas que na verdade ela manteria todas as características de uma religião de mistérios, pois:
a)  teria um deus próprio na figura do GADU;
b) suas confissões de fé seriam subentendidas nos seus juramentos de cada Grau Maçônico;
c) pregaria a salvação pelas obras ou a autodeificação do homem;
d) afirmaria a existência de um Oriente Eterno para onde todas as almas dos maçons iriam após a morte, não existindo um lugar de condenação porque a Maçonaria não creria na sua existência;
e) a manutenção do sigilo e do segredo maçônico aos maçons iniciantes seria a arma da Maçonaria para ocultar seu caráter religioso até que estes se encontrassem “preparados”.

## Política

### Partidarismos
A Maçonaria nega possuir qualquer caráter político-partidário, não aderindo ou interferindo na Política nacional de forma revolucionária e afirma que suas incursões em levantes e revoluções que lhe são tributadas (Revolução Francesa, Independência do Brasil, Proclamação da República, etc) ou foram ações de maçons isoladamente, de acordo com suas convicções pessoais ou atenderam a anseios nacionais por se tratarem de formas de governo que não retratavam a condição social de época.
A Antimaçonaria contraria essa argumentação por afirmar que a Maçonaria possua uma forma coordenada, centralizada e militante de ação política para atender aos seus interesses corporativos ou que esteja a serviço de determinados grupos minoritários para subverter a ordem mundial, inserindo em posição de destaque algumas pessoas a si ligadas.
Isidore Bertrand, autor de “A Maçonaria Seita Judaica”, traduzida em 1938 por Gustavo Barroso, apoiado na descoberta de os Protocolos dos Sábios de Sião traçou ligações entre a Maçonaria e os judeus para que estes dominassem as várias esferas mundiais (política, economia, finanças, etc) sub-repticiamente.

### Caráter revolucionário
A Maçonaria nega ter qualquer orientação revolucionária em suas ações porque sempre se disporia a auxiliar o governo local em suas ações sociais beneméritas e ser encontrada em diferentes formas de Estado, tais como Repúblicas, Monarquias, mas não estando presente em regimes totalitaristas.
A Antimaçonaria contra-argumenta essa afirmação porque relata que muito antes de existirem totalitarismos já havia proibição da Maçonaria se instalar em diversos Estados europeus, tais como:
a) a Maçonaria se instala na Holanda em 1731 e em 1735 é proibida;
b) a Maçonaria se instala na França em 1732 e em 1737, sob o Rei Luís XV, é proibida. Posteriormente, sob o marechal Philippe Pétain surgiram outras leis proibitivas, tais como a de 13 de agosto de 1940, a Lei de 5 de outubro e de 20 de novembro de 1940 e a Lei de 11 de março de 1941;
c) em 1735 a Maçonaria se instala em Roma e foi fechada em 1737;
d) em 1738 a Maçonaria se instala na Suécia e no mesmo ano é proibida;
e) em 15 de janeiro de 1925 a Itália sob Mussolini proíbe reuniões maçônicas ou de qualquer associação congênere;
f) em 15 de setembro de 1936 e em 1º de março de 1940 a Espanha sob o Gal. Francisco Franco proscreve a Maçonaria;
g) em 21 de maio de 1935 a Lei nº 1901 proíbe a Maçonaria e associações congêneres em Portugal, sob Antônio de Oliveira Salazar.
Diante deste quadro a Antimaçonaria afirma que se a Maçonaria fosse inocente e inofensiva ela não teria sido proscrita de alguns países já no Séc. XVIII, de modo que estes fatos seriam um indicador de que mesmo em Estados pacíficos ela deveria realizar atos subversivos para que fosse proibida de realizar suas reuniões, enquanto que outras organizações, como sociedades literárias e corporações de ofício, permaneceram permitidas.